# 播磨横田駅
播磨横田駅（はりまよこたえき）は、兵庫県加西市西横田町字下毛田にある北条鉄道北条線の駅。同線では唯一、国鉄になってから設置された駅である。北条高校、播磨農業高校の最寄駅。
ボランティア駅長により「小さな図書館」が駅舎内に開設されている。
また、毎月第2、第4日曜に「フレーム画」を描く活動がある。不定期でコントラバス演奏会も開催される。

## 歴史
北条線を建設した私鉄の播州鉄道（後の播丹鉄道）の時代には、この付近には横田村停留場（よこたむらていりゅうじょう）が開設されていた。1916年（大正5年）6月3日に開設され、長駅との間は1.0マイル（約1.6キロメートル）、北条町駅との間は1.4マイル（約2.2キロメートル）とされていた。1921年（大正10年）5月9日に営業が休止され、1934年（昭和9年）4月5日付で廃止となって、国鉄には継承されなかった。
日本国有鉄道（国鉄）時代の1961年（昭和36年）10月1日に鉄道管理局で設定する横田仮乗降場として再び設置され、12月20日に気動車の旅客のみを取り扱う駅員無配置駅、播磨横田駅となった。1985年（昭和60年）4月1日に第三セクターの北条鉄道に転換され、この際に北条町駅との間の営業キロが2.4キロメートルから2.3キロメートルに改キロされた。
トイレが老朽化し使いづらい状況であったため、2013年（平成25年）6月にトイレの建て替え工事に着手し、9月20日に水洗洋式トイレが完成した。駅舎についても、神戸市内の女性からの寄付により2014年（平成26年）7月に新築工事が開始され、10月末に完成して11月3日に完成記念式典が開催された。

### 年表
- 1916年（大正5年）6月3日：播州鉄道により横田村停留場として開設[1]。
- 1921年（大正10年）5月9日：営業休止[1]。
- 1934年（昭和9年）4月5日：廃止[1]。
- 1961年（昭和36年）
  - 10月1日：国鉄により横田仮乗降場が開設[1]。
  - 12月20日：駅に格上げし、播磨横田駅となる[1][6]。
- 1985年（昭和60年）4月1日：北条鉄道の駅となる[7]。
- 2013年（平成25年）9月20日：トイレ建て替え工事完成[4]。
- 2014年（平成26年）11月3日：新駅舎落成記念式典開催[5]。

## 駅構造

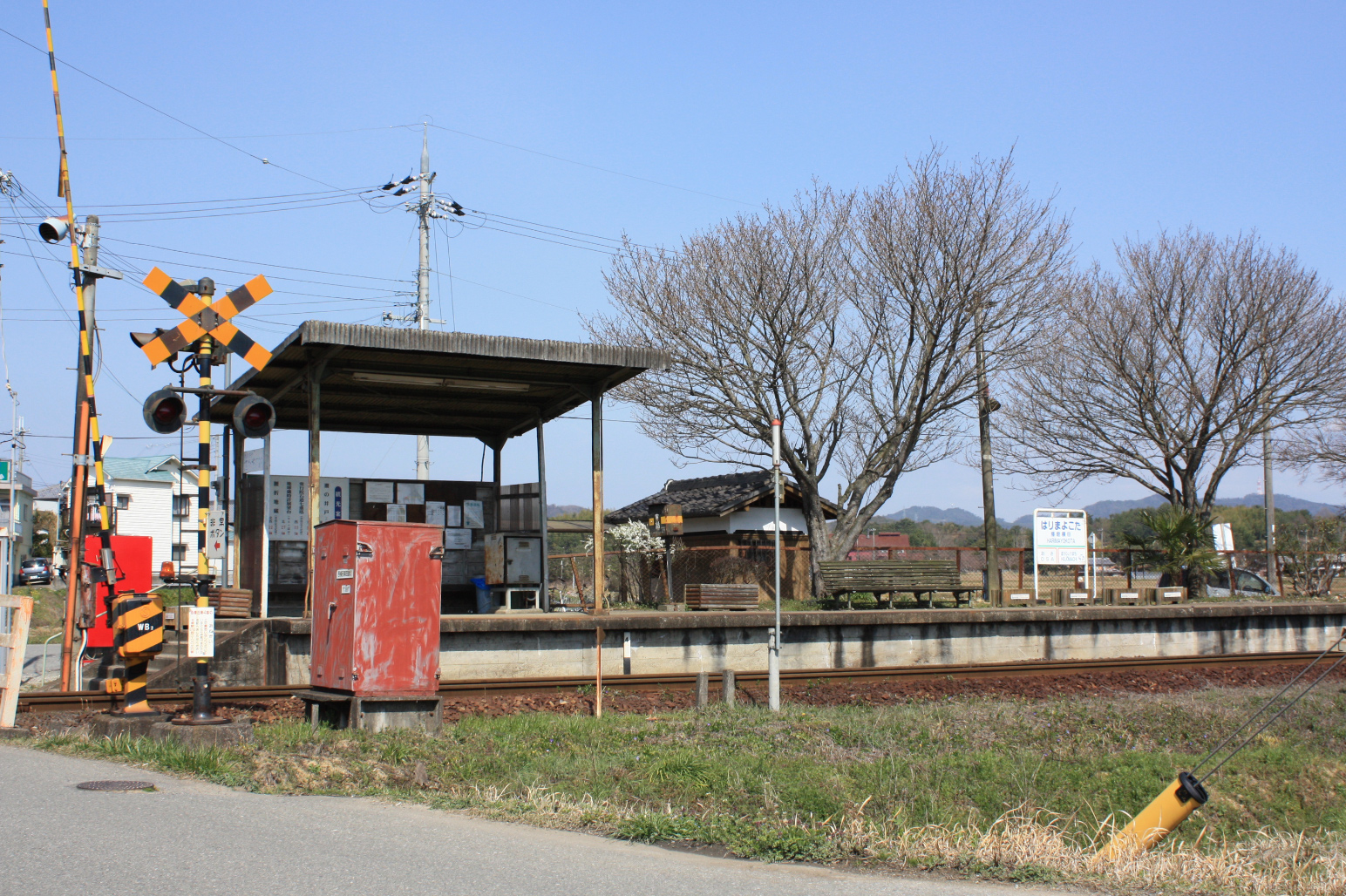
駅舎設置以前の播磨横田駅（2010年）

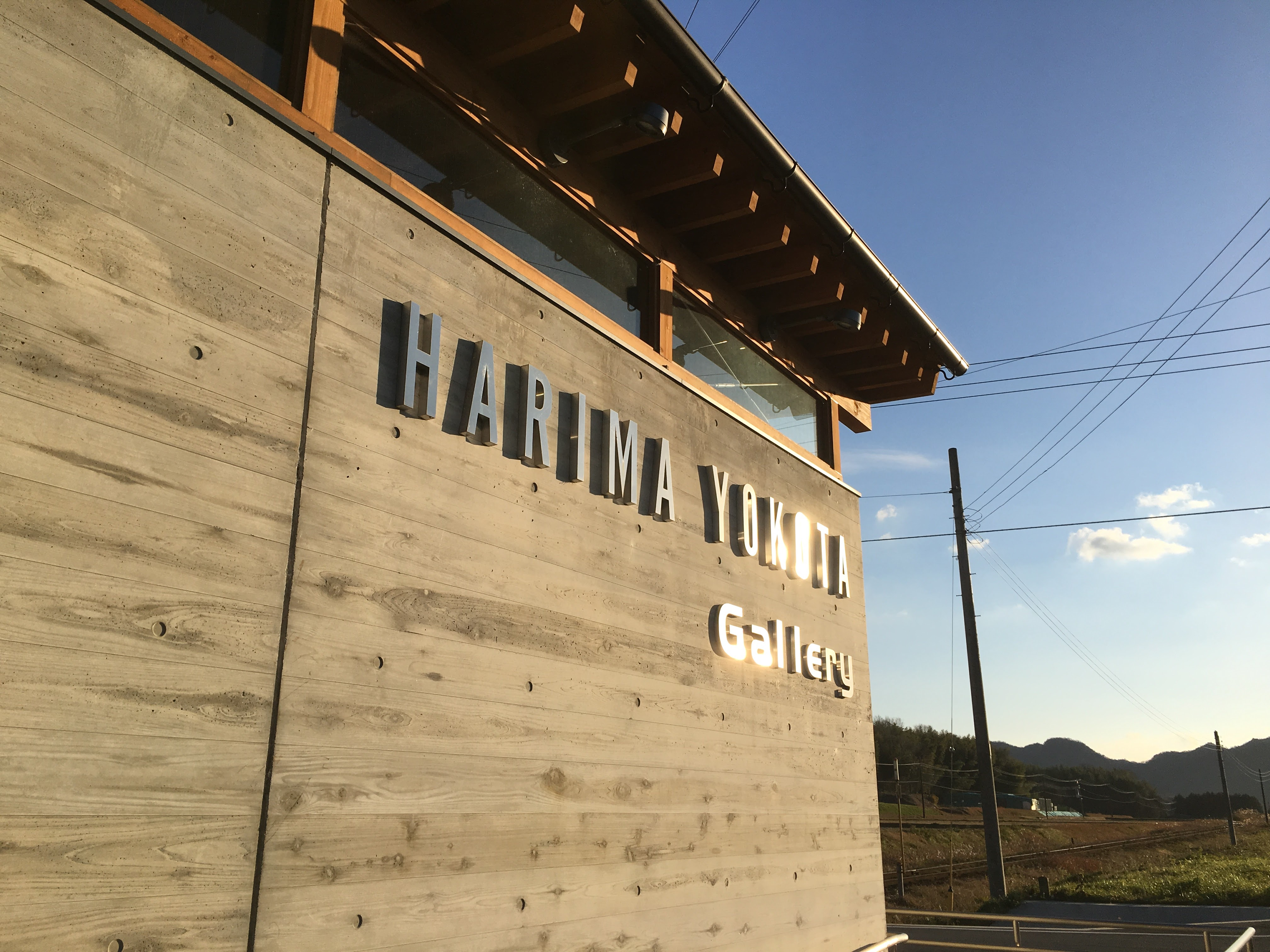
駅舎壁面

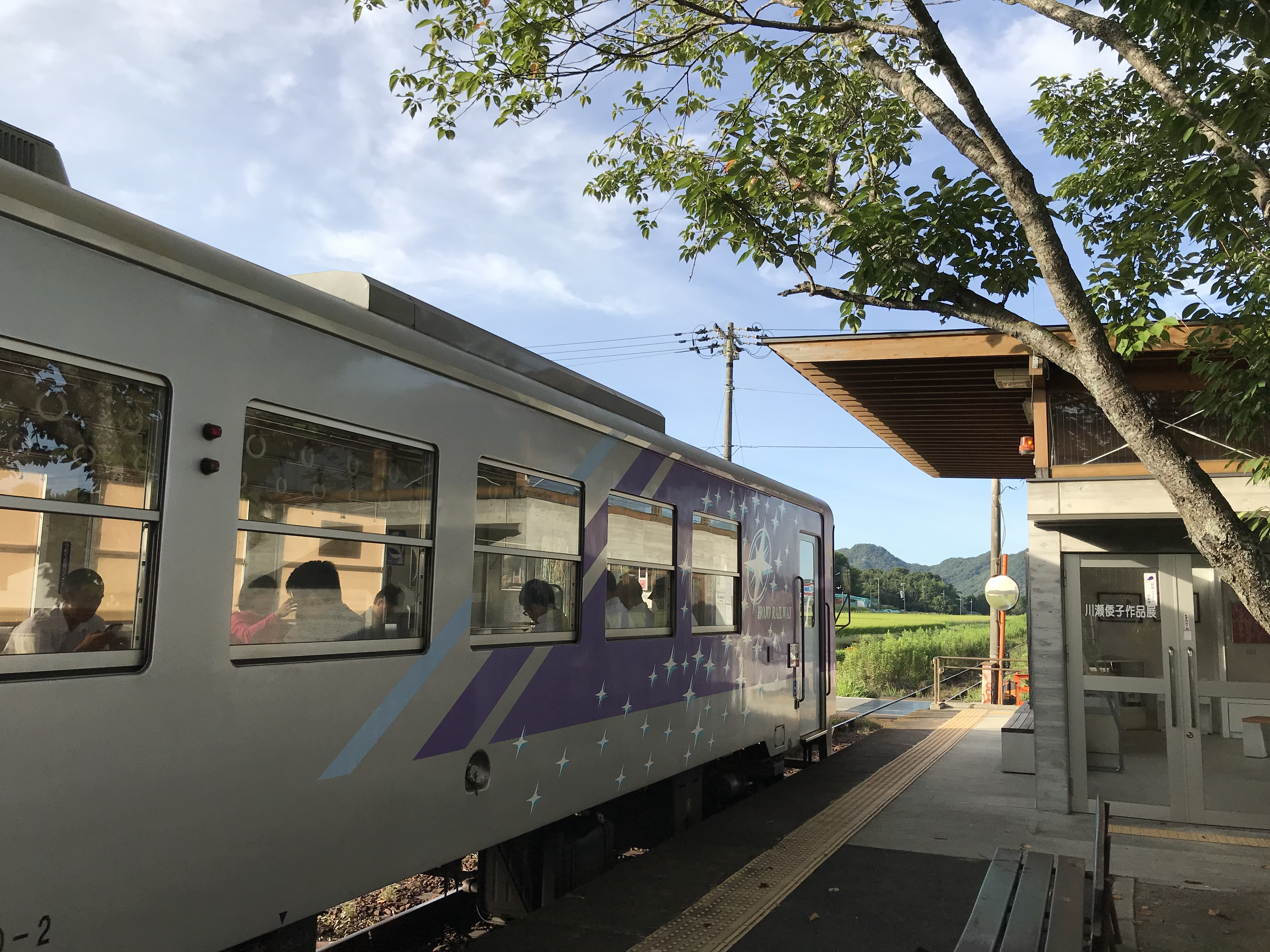
ホームの様子

単式ホーム1面1線を有する地上駅である。駅舎は鉄筋コンクリート・一部木造の平屋建て、幅7.2メートル、奥行き5.5メートルで、駅舎内は寄付者の絵画を展示したギャラリーともなっている。

## 利用状況
| 1日乗降人員推移 | 1日乗降人員推移 |
| 年度            | 1日平均人数     |
| --------------- | --------------- |
| 2011年          | 50              |
| 2012年          | 60              |
| 2013年          | 60              |
| 2014年          | 65              |
| 2015年          | 68              |
| 2016年          | 44              |
| 2017年          | 52              |
| 2018年          | 54              |
| 2019年          | 56              |
| 2020年          | 14              |
| 2021年          | 55              |
| 2022年          | 64              |

## 駅周辺
田畑が多い。
- 播州東洋ゴルフ倶楽部（上田治設計）
- 兵庫県立北条高等学校
- 兵庫県立播磨農業高等学校

## 隣の駅
北条鉄道
北条線
長駅 - 播磨横田駅 - 北条町駅